# Любомльська дитяча музична школа
Любомльська дитяча музична школа — музична школа у місті Любомль на Волині.
Цей навчальний заклад розміщений в центрі міста за адресою: м. Любомль, вул. Чапаєва, 5
Тут працівники дитячої музичної школи вишуковують та навчають юних талантів музичної грамоти, володіти музичними інструментами, розуміти класичну музику.

## З історії школи

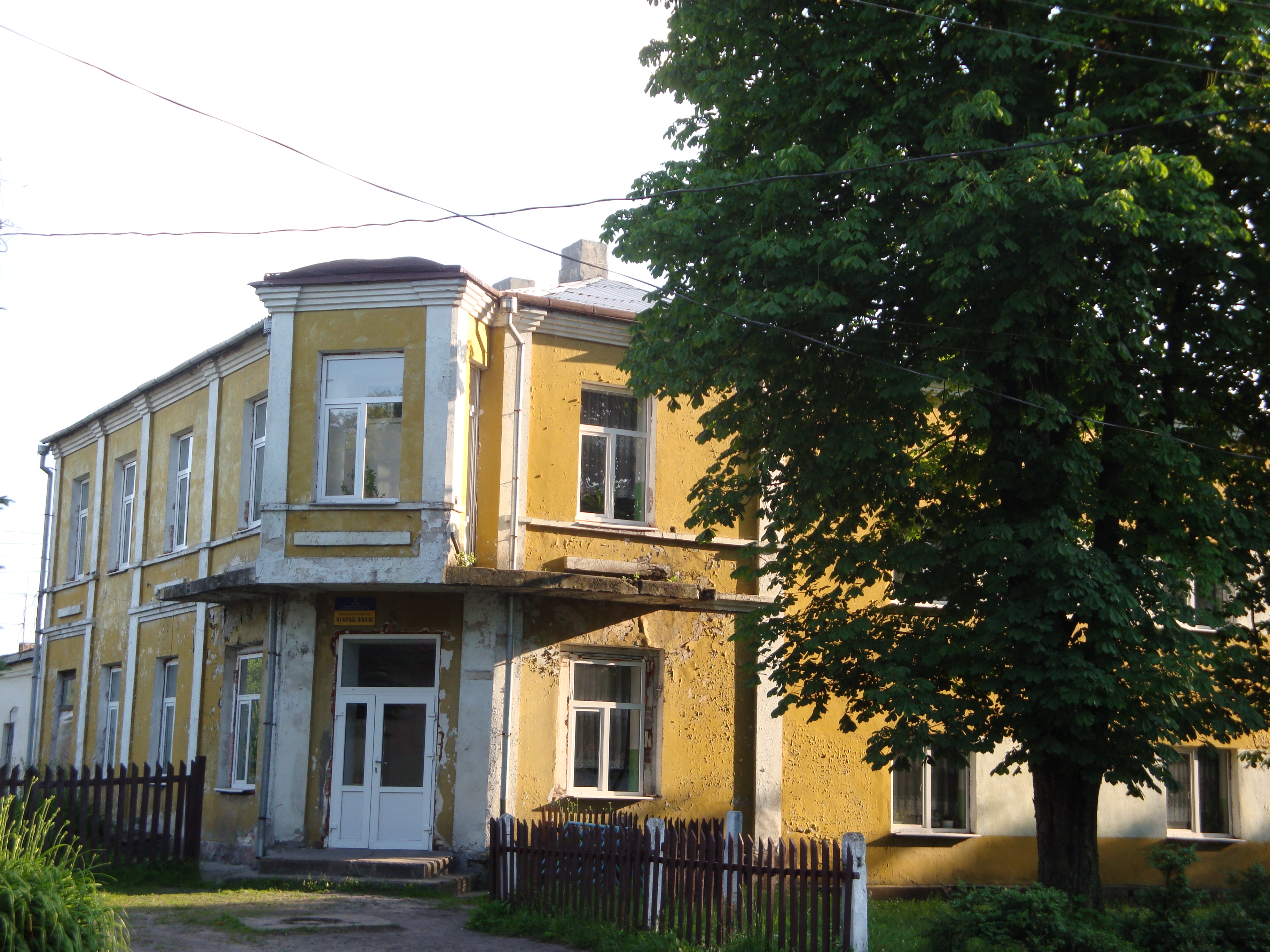
Приміщення Любомльської дитячої музичної школи. Липень 2010 року

Любомльську дитячу музичну школу створено 1963 року. В перший клас було зараховано 60 учнів, працювало 2 викладачі. Нині в школі працює 19 викладачів. 99 відсотків викладачів музичної школи — її колишні учні.
На початок 2009 року в школі нараховується 196 учнів.
В школі працюють такі відділи: фортепіанний, теоретичний, струнно-смичковий, народних та духових інструментів, а також учнівські колективи: ансамбль скрипалів, камерний ансамбль, квартет саксофоністів, ансамблі баяністів, бандуристів, естрадної музики, хори старших і молодших класів, духовий оркестр.
За 40 років школою керували: Щегельський Іван Єрофійович, Теребух Андрій Йосипович, Клімов Віктор Андрійович, Залевський Андрій Андрійович, Салуха Петро Петрович. Нині її очолює Богачевська Лариса Андріївна.
Багато випускників школи присвятили життя музиці: Юрій Антонюк — викладач Львівської музичної академії, Володимир Прядун — викладач в Барановичівському музичному училищі, Петро Солом'янюк — директор музичної школи в Пінському районі республіки Білорусь, Людмила Сулік — директор музичної школи № 3 м. Луцька, Микола Гнатюк — керівник оркестру обласного музично-драматичного театру ім. Т. Г. Шевченка, Жанна Корнелюк — артистка Краківського камерного оркестру в Польщі, Неоніла Клекоцюк — викладач музичної академії в м. Прага (Чехія), Петро Максимович — співає в квартеті «Гетьман», Ігор Кухар — викладач Астраханської консерваторії, соліст об'єднаного симфонічного оркестру Росії, Лілія Стець — викладач хорових дисциплін інституту мистецтв Волинського національного університету, Віталій Охманюк — викладач цього ж закладу, керівник ансамблю «Волинянка», Ірина Охманюк — артистка Волинського народного хору.
Олександр Ющук (Туба)— випускник Львівської музичної академії, Лауреат Всеукраїнського конкурсу виконавців на духових інструментах, дипломант Міжнародного дитячо-юнацького мистецького конкурсу "Срібний Дзвін". Соліст молодіжного симфонічного оркестру "Iuventus" в Варшаві (Польща).